# Oberschlesische Hydrierwerke
Die Oberschlesische Hydrierwerke AG (kurz OHW) war ein 1939 im Rahmen der nationalsozialistischen Autarkiebestrebungen gegründetes Unternehmen in Blechhammer (Kreis Cosel, Oberschlesien). Die Gesellschaft betrieb Anlagen zur Kohleverflüssigung für die Gewinnung synthetischer Kraftstoffe. Nach dem Zweiten Weltkrieg ließ die sowjetische Besatzungsmacht das hochmoderne und nahezu unzerstörte Werk demontieren und in die UdSSR verbringen. Zur Abwicklung des verbliebenen Westvermögens wurde 1951 in Bonn eine Zweigniederlassung errichtet. Die Auflösung der Aktiengesellschaft und Löschung aus dem Handelsregister erfolgte 1957.
Auf dem 130 Hektar großen Betriebsgelände in Blechhammer (polnisch Blachownia Śląska) entstand ab 1950 die Zakłady Chemiczne Blachownia (Chemiefabrik Blachownia), die heute von der Petrochemia Blachownia Sp. z o.o. betrieben wird.

## Gründung

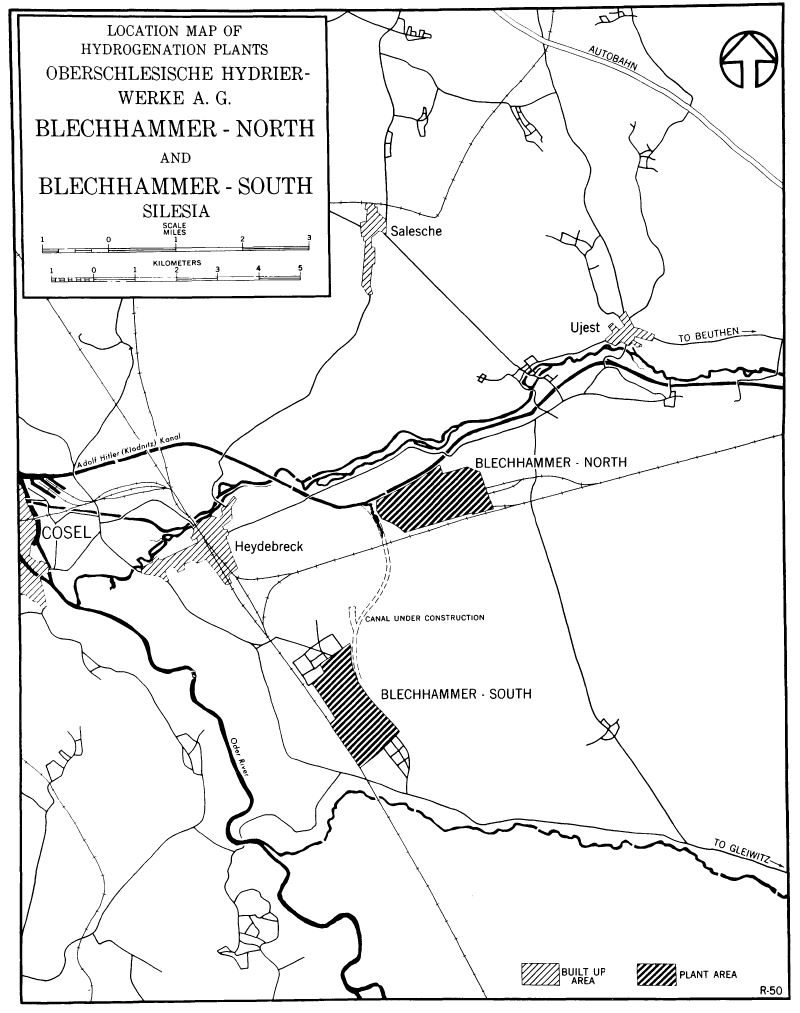
Karte der USAAF von 1943; die Anlage der Oberschlesische Hydrierwerke AG wird hier als Blechhammer Nord und die Anlage der IG Farben als Blechhammer Süd bezeichnet

Mit Schreiben vom 23. April 1939 beauftragte das Reichsamt für Wirtschaftsausbau die Mineralölgesellschaft mbH Berlin mit der Planung und dem Bau eines Hydrierwerks zur Verflüssigung von Steinkohle nach dem Bergius-Pier-Verfahren in einem Waldgelände bei Blechhammer.
Finanziert wurde das Vorhaben zunächst aus öffentlichen Mitteln. Die endgültige Trägerschaft des Unternehmens setzte sich unter Beteiligung verschiedener oberschlesischer Steinkohlengesellschaften zusammen. Dazu zählten unter anderem die Preussag, die Reichswerke Hermann Göring und die US-amerikanische Giesche Mining AG, welche sich zu 100 % im Besitz der Silesian-American Corporation (SACO) befand. Die Gründung der Oberschlesische Hydrierwerke AG Blechhammer erfolgte durch Gesellschaftervertrag am 20. Dezember 1939 und die Eintragung im Handelsregister am 25. Januar 1940. Aufsichtsratsvorsitzender war Alfred Pott, Generalbevollmächtigter des Grafen Nikolaus von Ballestrem, Inhaber des größten privaten Montankonzerns in Oberschlesien.
Nahezu zeitgleich errichtete die IG Farben in Heydebreck O.S. das Hydrierwerk Heydebreck, welches in Konkurrenz zum nur rund 5 km nordöstlich gelegenem Hydrierwerk der Oberschlesische Hydrierwerke AG in Blechhammer entstand. So versuchte die Geschäftsleitung, nachdem die Baumaßnahmen der IG Farben in der unmittelbaren Nachbarschaft bekannt geworden waren, sämtliche Ressourcen (Baumaterial, Arbeitskräfte, Unterkünfte etc.) für das eigene Projekt zu sichern. Unter anderem kaufte die Oberschlesische Hydrierwerke AG sofort die gesamte Jahresproduktionen der umliegenden Ziegeleien, Kieswerke, Sägewerke auf und schloss mit sämtlichen Hotel-, Gaststätten- und Saalbesitzern der Umgebung Verträge über die Bereitstellung von Gebäuden, Zimmern, Sälen für die Unterbringung und Versorgung von Arbeitskräften ab.
Auch später waren die OHW und die IG Farben alles andere als miteinander verflochten. Sie warben sich gegenseitig Arbeitskräfte ab, booteten sich gegenseitig bei Angeboten von Subunternehmern aus, stahlen sich gegenseitig Stahl, Zement und andere Baumaterialien, verklagten sich gegenseitig und führten gerichtliche Dauerprozesse. Dessen ungeachtet betrachteten die Stabsstelle der United States Army Air Forces (USAAF) sowie die Ankläger im IG-Farben-Prozess beide Hydrierwerke als einen Komplex. Sie bezeichneten das Hydrierwerk der IG Farben in Heydebreck als Blechhammer Süd und das Hydrierwerk der OHW als Blechhammer Nord, was zuweilen noch heute so dargestellt wird.
Tatsächlich war die Oberschlesische Hydrierwerke AG nicht nur ein absolutes Konkurrenzunternehmen zur IG Farben, sondern bei der Planung eines weiteren Chemiewerks der maßgebliche Entscheidungsgrund der IG Farben für die Standortwahl Auschwitz. So finden sich in Oberschlesien nur an zwei Stellen Wasser und Kohle dicht beieinander, im Westen bei Heydebreck und Blechhammer die Oder, im Südosten bei Auschwitz die Weichsel und Sola. Da der Standort Blechhammer bereits an die Oberschlesische Hydrierwerke AG vergeben war, fiel die Wahl der IG Farben auf Auschwitz. Ein weiteres kohlechemisches Großwerk in der Umgebung von Heydebreck konnte aufgrund des geplanten Donau-Oder-Kanals sowie des Grundwasserspiegels und mangels ausreichender Gewinnung von Brunnenwasser für Kühlzwecke nicht in Betracht gezogen werden.

## Arbeitskräftemangel
Der außerordentlich schneereiche und strenge Winter des Jahres 1939/1940, der in Oberschlesien bis zu Temperaturen unter −30° führte, brachte große Erschwernis für die vorzubereitenden Arbeiten mit sich. Die Witterungseinflüsse waren jedoch nicht die einzigen Schwierigkeiten beim Aufbau des Werks. Mit Beginn des Zweiten Weltkriegs waren bei der Realisierung neuer Produktionseinrichtungen im Wesentlichen zwei Faktoren maßgebend: Bau-Materialien (Steine, Kies, Stahl, Holz etc.) und Arbeitskräfte. Noch im Sommer 1939 hatte das Landesarbeitsamt Schlesien darauf hingewiesen, dass Schlesien einen Arbeiterüberschuss von 50.000 Mann habe. Bereits im Winter 1939/1940 hatte sich der Überschuss durch Einberufungen in einen deutlichen Mangel verwandelt.
Da die Anzahl der Zuweisungen von Arbeitskräften durch das Arbeitsamt zu gering war, wurden bereits im Frühjahr 1940 Fremdarbeiter über ausländische Vermittlerfirmen angeworben. Hierbei handelte es sich zunächst überwiegend um Italiener, Slowaken und Tschechen deren Einsatz auf der Grundlage von Arbeitsverträgen erfolgte. Diese Arbeiter kamen freiwillig nach Deutschland, oft unter dem Druck hoher Arbeitslosigkeit in ihren Herkunftsländern. Je nach Qualifikation waren sie in nahegelegenen Wohnbaracken oder in Privatquartieren untergebracht. Ihre Arbeitsverträge entsprachen im Wesentlichen denen ihrer deutschen Kollegen inklusive Sozialleistungen wie Krankenbehandlung, bezahlte Krankheitstage, Urlaub und zusätzliche Familienheimfahrten.
Laut Geschäftsberichten erhöhten diese Arbeitskräfte die Baukosten deutlich, da auch an ausländische Arbeiter die in Deutschland üblichen Sozialzulagen zu entrichten waren. Dementsprechend fielen besonders hohe Trennungs-, Übernachtungs-, Wegegelder und Schlechtwetterzulagen an. Zudem brachen viele der überwiegend jungen ausländischen Arbeitskräfte ihre Beschäftigung in Deutschland nicht selten nach wenigen Wochen wieder ab, so dass eine Regelmäßigkeit und damit eine Planbarkeit beim Einsatz der ausländischen Arbeiter zu keinem Zeitpunkt gegeben war. Da auf dem freien Arbeitsmarkt praktisch keine Arbeitskräfte verfügbar waren, erhielt die Oberschlesische Hydrierwerke AG ab Ende 1940 französische und englische Kriegsgefangene zugewiesen, was ebenfalls zu Mehrkosten und erheblichen Zeitverlusten führte. Denn für den Aufbau der Baracken wurden Arbeiter benötigt, die laut Arbeitsamt erst zugewiesen werden konnten, wenn die Baracken errichtet waren, da Unterkünfte die Voraussetzung für die Zuweisung der Arbeitskräfte darstellten. Damit drehte sich die Bauleitung faktisch im Kreis.
Letztlich wurden für die Errichtung des Werks neben deutschen Arbeitskräften, insbesondere des Reichsarbeitsdienstes, und zivilen (freiwilligen) Fremdarbeitern sowie den Kriegsgefangenen auch Strafgefangene und KZ-Häftlinge eingesetzt. Für die Erfassung und Lenkung der Zwangsarbeiter war in Oberschlesien auf Anordnung Heinrich Himmlers ab dem 15. Oktober 1940 die Dienststelle Schmelt zuständig. Das von dieser Organisation im Jahr 1942 eingerichtete Arbeitslager Blechhammer wurde ab April 1944 in das Außenlagersystem des KZ Auschwitz integriert.

## Produktion
Das Werk arbeitete im Bergius-Pier-Verfahren. Ursprünglich plante die Geschäftsleitung, aus schlesischer Steinkohle Schiffsdiesel für die deutsche Marine zu hydrieren. Infolge der ab 1940 erhobenen Forderung der Luftwaffe, mit aller Beschleunigung in Deutschland Isooktan herzustellen, wurde die Strategie überarbeitet und ab 1942 zusätzlich mit dem Bau von zwei DHD-Anlagen (Blechhammer I und II) begonnen. Der Markt für Flugbenzin war für alle Betreiber von Hydrierwerken durchaus von Interesse, da die Herstellung von Flugbenzin deutlich höhere Erlöse versprach, als Fahrbenzin oder Diesel. Die zunehmende Entwicklung, auch der zivilen Luftfahrt nach Kriegsende, versprach eine lukrative Geschäftsmöglichkeit. Zudem fiel bei der Herstellung von Flugbenzin ein hoher Anteil von Treibgasen an, die separat vermarktet werden konnten, was die Gewinnaussichten noch weiter erhöhte.
Zunächst ging im Oktober 1943 ein riesiges Schwelwerk in Betrieb. Ausgestattet mit zehn Turbinen-Generatoren der Demag zur Tieftemperaturverkokung (engl. Low Temperature Conversion, LTC), produzierten diese Anlagen Steinkohlenteer zur Hydrierung und Koks zur Wasserstoffgaserzeugung. Die kontinuierliche Kraftstoffherstellung erfolgte nach Inbetriebnahme des gesamten Werks ab April 1944. Die Anlagen verfügten über eine jährliche Produktionskapazität von 240.000 Tonnen Flugbenzin, 260.000 Tonnen Schweröl und 60.000 Tonnen Synthesegas.
Die erste DHD-Anlage (Blechhammer I) wurde 48 Monate nach Baubeginn im Januar 1944 mit einer Verzögerung von 23 Monaten zum Solltermin angefahren. Blechhammer II nahm erst im Oktober 1944 die kontinuierliche Produktion auf. Das Flugbenzin hatte eine Oktanzahl von 78–79 und stieg durch Zugabe von Alkylat oder Isooktan auf 102–104.
Die Maximalleistung des gesamten Werks betrug 750.000 Tonnen synthetische Produkte pro Jahr, was rein rechnerisch eine Monatsproduktion von 62.500 Tonnen ergibt. Tatsächlich erreichte Produktionszahlen liegen allerdings nicht vor, da ab Juli 1944 auch das Hydrierwerk Blechhammer in die Alliierte Luftoffensive auf die deutsche Treibstoffindustrie einbezogen wurde. Generell ist es schwierig, Produktionszahlen für die einzelnen Hydrierwerke insbesondere in Schlesien zu finden. Sie werden nicht gesondert ausgewiesen. Auch die fünf sogenannten Hydrierdenkschriften, die Albert Speer an Adolf Hitler richtete, nennen nur Gesamtzahlen für das ganze Deutsche Reich.

## Luftangriffe

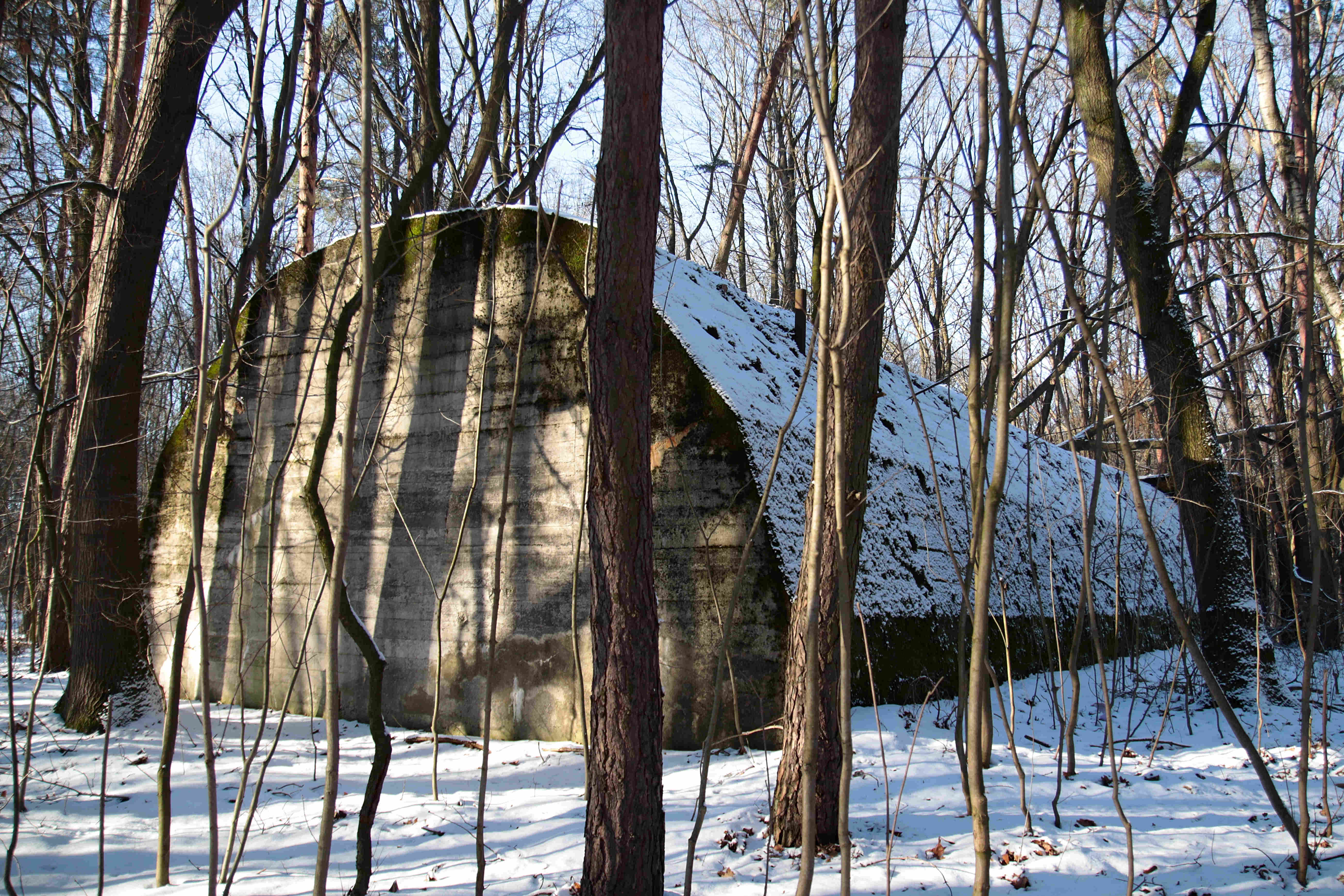
Salzgitter-Bunker in Blechhammer (2024)

Zum Schutz der Menschen vor Luftangriffen wurden auf Grundlage des Mineralölsicherungsplans zwischen Mai und Dezember 1944 auf dem Werksgelände 21 Salzgitter-Bunker und mehrere Einmannbunker gebaut. Auch außerhalb des Werks entstanden Luftschutzbunker, die noch heute vorhanden sind, beispielsweise in Blechhammer-Ehrenforst und Blechhammer-Neudorf.
Der erste Angriff auf das Werk fand am 7. Juli 1944 statt. Die United States Army Air Forces (USAAF) flogen hierfür ihre Flying Fortress von italienischen Stützpunkten aus. Das heißt, die Bomber starteten in den von Alliierten besetzten Gebieten in Italien und landeten hinter der Ostfront auf sowjetisch kontrolliertem Terrain. Die Anlagen in Blechhammer konnten jedoch in kurzer Zeit die Produktion wieder aufnehmen. Der nächste Angriff folgte am 27. August 1944. Fotos US-amerikanischer Aufklärungsflugzeuge zeigten, dass bereits am nächsten Tag die Anlagen wieder liefen. Schätzungen zufolge konnte die Oberschlesische Hydrierwerke AG zwischen September und Oktober 1944 die Monatskapazität der produzierten Treibstoffe sogar auf 40 Prozent steigern.
Trotz weiterer Angriffe im November und Dezember 1944 war die USAAF offensichtlich nicht in der Lage, die Wiederaufnahme der Produktion dauerhaft zu verhindern. Nach eigener Erkenntnis der Airforce waren mehrere Angriffe nötig, um eine Anlage zu zerstören, und die konnte in rund vier Wochen wieder betriebsbereit repariert werden. Die Alliierten waren sich im Klaren, dass der deutsche Wiederaufbau oft ihre eigene Zerstörungsrate übertraf. Das hing insbesondere mit der beschränkten Treffergenauigkeit und den Wetterverhältnissen in Schlesien zusammen. Letztlich waren die alliierten Zerstörungsmaßnahmen wenig effektiv, der Aufwand gewaltig, und das Ganze mit hohen Opfern erkauft. Die Verluste übertrafen wesentlich die Einschätzungen der Stabsplanungen. Allein von Juli bis August 1944 verlor die USAAF die Hälfte der eingesetzten 1100 schweren Bomber. Das war nicht allein Ergebnis der deutschen Abwehr. Bruchlandungen wegen Benzinmangels, zum Teil in der Adria, Start- und Landeunfälle forderten ihren Preis. Andere Maschinen landeten zwar wieder auf der Basis, waren aber wegen ihrer Beschädigungen nicht mehr zu reparieren. Die Erfolge der Roten Armee an der Ostfront im Januar 1945 erübrigten dann alle weiteren Anstrengungen der US-amerikanischen Airforce.

## Demontage
Ende Januar 1945 besetzten sowjetische Truppen Blechhammer. Im März 1945 kam der Ort unter polnische Verwaltung und wurde in Blachownia Śląska umbenannt. Kurz darauf wurde der größte Teil der Anlagen auf persönlichen Befehl Josef Stalins demontiert und in die Sowjetunion verfrachtet. Anschließend folgte die Vertreibung der deutschstämmigen Bevölkerung; in dem Ort siedelten sich Polen an, zumeist Vertriebene aus den annektierten und der Westukraine zugeordneten ehemaligen polnischen Ostgebieten.
Verbliebene Ausrüstung und Anlagen des Werks wurden von Polen zum Wiederaufbau der Chemiefabriken in Oświęcim (Auschwitz), Chorzów (Königshütte) und Tarnów (Tarnow) verwendet. Ab 1950 entstand auf dem ehemaligen Betriebsgelände die Zakłady Chemiczne Blachownia (Chemiefabrik Blachownia), die seit 1999 von der Petrochemia Blachownia Sp. z o.o. betrieben wird und heute Benzol, Toluol, Hexan, Schwefelsäure und andere Chemikalien mittels Verschwelung produziert.

## Belegschaft

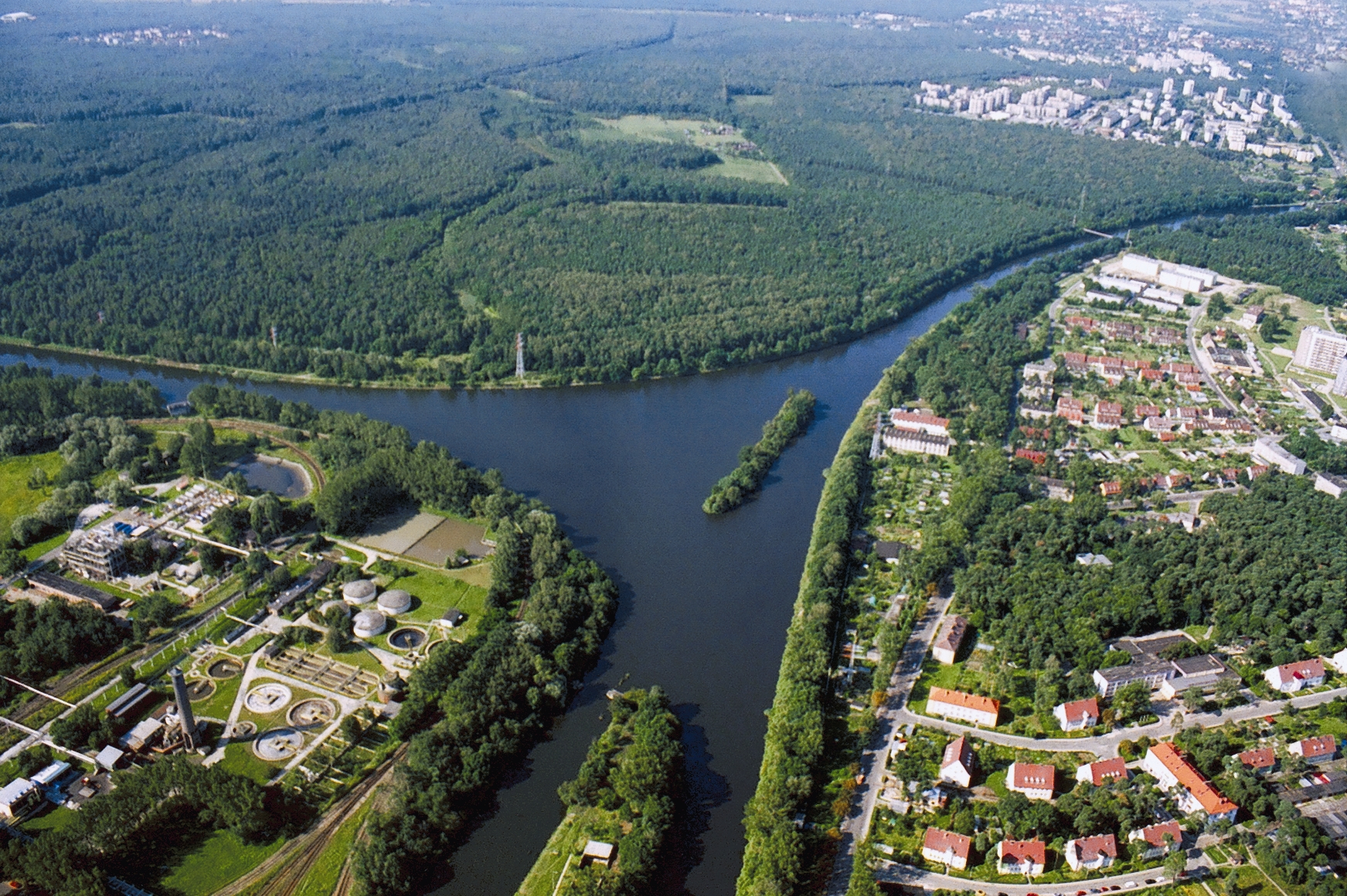
Gleiwitzer Kanal mit Abzweig (links) zum Donau-Oder-Kanal (2005); rechts vormalige Belegschaftssiedlung Blechhammer-Neudorf, links heutige Chemieanlagen auf Teil ehemaligen Gelände der OHW

Max Josenhaus (* 1893 in Wildbad, Württemberg; † 1966 in St. Petersburg, Florida), promovierter Chemiker und bis 1939 Chefingenieur der Leunawerke, leitete das Werk als Direktor. Chefchemiker war Walter Krönig. Weitere führende Mitarbeiter waren Franz Fußhüller (Technische Leitung), Karl Riedmüller (Kaufmännische Leitung), Heinrich Schlick (Personal-/Gefolgschaftsleitung).
Für die Belegschaft des Hydrierwerks Blechhammer entstanden in unmittelbarer Nähe zum Werk zwischen Gleiwitzer Kanal und Klodnitz Belegschaftssiedlungen mit Einfamilienhäusern für Meister und Ingenieure, Siedlungshäusern für Facharbeiter und mehrere sogenannte Volkswohnungen in überwiegend zweigeschossigen Mehrfamilienhäusern. Die Planung und Errichtung der Wohngebäude oblag der Berliner Architektengemeinschaft Schupp & Kremmer, die hierfür ein Zweigbüro in Gleiwitz eröffnete. Beide Architekten galten als Vertreter des Neuen Bauens. Ab 1943 übernahm der Stadtplaner Josef Kaiser die Leitung des Entwurfs- und Konstruktionsbüros der Oberschlesische Hydrierwerke AG. Kaiser realisierte in Blechhammer etwa 100 Projekte, darunter Luftschutz- und Sanitätsbunker, Werkstätten und technische Anlagen, Lokschuppen, Lagerhäuser, Bekohlungsanlagen, Wohnblöcke, eine Großwäscherei, ein Feierabendhaus und ein Casino (frühere Bezeichnung für Personalrestaurant). Die Freizeit-, Sport- und Gartenanlagen entwarf Gustav Allinger.
Nach Beginn der sowjetischen Weichsel-Oder-Offensive entwickelte die Geschäftsleitung einen geheimen Plan zur Evakuierung der gesamten deutschen Arbeitskräfte und ihrer Familien. Damit sollten die bereits angelaufenen gewaltsamen „Aussiedlungen“ der Deutschen aus Schlesien, die Deportationen nach Russland und nicht zuletzt eine von den Sowjets erzwungene Wiederinbetriebnahme des Werks durch das deutsche Fachpersonal verhindert werden. Die Evakuierung erfolgte in der Nacht vom 21. zum 22. Januar 1945, faktisch wenige Stunden vor der Besetzung des Gebiets durch sowjetische Truppen. Der größte Teil der Belegschaft entkam unter der Leitung von Max Josenhaus nach Naumburg an der Saale, wohin auch das gesamte Archiv der Oberschlesische Hydrierwerke AG gelangte. Der andere Teil konnte unter der Führung von Walter Krönig nach Vöhrum in Niedersachsen entkommen.
Bis Ende April 1945 standen Josenhaus und Krönig im engen Kontakt. In Naumburg richtete Josenhaus ein Büro ein, das die ganze Belegschaft zu anderen Hydrierwerken in Mitteldeutschland und im Ruhrgebiet vermittelte. Dadurch konnten die meisten bis Kriegsende in UK-Stellung bleiben. Nach der Besetzung Naumburgs durch US-amerikanische Truppen wurde Josenhaus von Spezialeinheiten der FIAT zum Entwicklungsstand der deutschen Forschung und der Technik in Blechhammer wochenlang befragt. Gleiches widerfuhr Krönig in Vöhrum durch ein britisches Ermittlungsteam. Josenhaus war dann einer der deutschen Wissenschaftler für synthetische Kraftstoffe, die im Rahmen der geheimen Operation Paperclip in die USA kamen.
Verpackt in 127 Kisten gelangten die Unterlagen der Oberschlesische Hydrierwerke AG, Blechhammer nach dem Abzug der US-Armee aus Mitteldeutschland nach Schloss Dornburg. Später richtete dort das Innenministerium der DDR ein Archivdepot der Staatlichen Archivverwaltung ein. Nach der Wiedervereinigung übernahm das Bundesarchiv die Akten der Oberschlesische Hydrierwerke AG in vollkommen unbearbeitetem Zustand. Der Bestand war bis 2012 gesperrt und wurde wissenschaftlich erstmals zwischen 2012 und 2018 beleuchtet. Eine Veröffentlichung erster Projektergebnisse erfolgte 2020.

## Finanzierung
Das Gründungskapital der Gesellschaft betrug 250 Millionen Reichsmark (RM), was heute inflationsbereinigt 1.302.318.892 Euro entspricht. 1942 und 1943 gab das Unternehmen Teilschuldverschreibungen auf dem freien Anlagemarkt im Gesamtwert von 350 Millionen RM heraus. Konsortialbank war die Deutsche Bank, Berlin. Verzinst wurden die Anleihen mit jährlich 4 %. Als Sicherheit dienten Hypotheken auf den 130 Hektar großen Grundbesitz sowie Bürgschaften.
Nach dem Zweiten Weltkrieg ging der gesamte in Oberschlesien gelegene Gesellschaftsbesitz verloren. Zur Abwicklung des verbliebenen Westvermögens (58.800.000 DM) wurde 1951 in Bonn eine Zweigniederlassung errichtet. Die Auflösung der Aktiengesellschaft und Löschung aus dem Handelsregister erfolgte 1957. Einige Gläubiger wurden nach dem Vertragshilfeverfahren befriedigt. Die Teilschuldverschreibungen stellen bis heute sogenannte Hoffnungswerte dar.